# Singapore Indoor Stadium
Singapore Indoor Stadium, znana również jako Indoor Stadium, to kryta arena znajdująca się w Kallang, w Singapurze. Jest oddalona o kilka minut spacerem od Stadionu Narodowego w Singapurze i razem stanowią część szerszego Singapore Sports Hub. Maksymalna pojemność areny wynosi 15 000 miejsc w zależności od konfiguracji, przy całkowitej konfiguracji siedzącej 12 000 miejsc.
Singapur Indoor Stadium regularnie organizuje różnego rodzaju wydarzenia, takie jak koncerty muzyczne, badminton, koszykówka, netball, tenis, e -sport, wrestling, mieszane sztuki walki, kickboxing i wyścigi monster trucków. Singapurska organizacja ONE Championship regularnie organizuje tutaj swoje wydarzenia. W 2015 roku Singapur Indoor Stadium sprzedał 72 342 bilety na cały rok. W 2022 roku arena była miejscem rozgrywania The International 2022, corocznego turnieju mistrzostw świata Dota 2, który miał największą pulę nagród spośród wszystkich wydarzeń esportowych.
Obie stacje metra, Stadium na linii Circle oraz Tanjong Rhu na linii Thomson-East Coast, umożliwiają dojazd do stadionu za pomocą pociągów. Stacja Kallang na linii East West znajduje się również w rozsądnej odległości, a dojście do niej zapewnione jest przez zadaszone chodniki.

## Historia
Budowa rozpoczęła się 1 stycznia 1985 roku, a koszt budowy wyniósł 90 milionów dolarów singapurskich. Arenę zaprojektował japoński architekt Kenzo Tange. Posiada ona stożkowy dach i halę bez kolumn. Została ukończona 1 marca 1987 roku i oficjalnie otwarta dla publiczności 1 lipca 1988 roku.
31 grudnia 1989 roku Singapore Indoor Stadium zostało oficjalnie otwarte w ceremonii inauguracyjnej przez premiera Singapuru, Lee Kuan Yewa.

## Pojemność
Ze względu na elastyczną konfigurację sceny, pojemność stadionu waha się od 7 306 do 7 968 podczas koncertów, a od 8 126 do 10 786 podczas wydarzeń sportowych. Pełna pojemność miejsc siedzących wynosi około 12 000, a pełna pojemność stadionu to 15 000 osób.